# Трамвай Риффельальп
Трамвай Риффельальп — трамвайная линия в Швейцарии, самая высокогорная трамвайная линия в Европе (высота — 2210 метров над уровнем моря). Использует исторический подвижной состав.

## История
В 1899 году рядом со станцией Riffelalp горной железной дороги Горнерграт (4 км от Цермата) был открыт новый отель. Для доставки гостей от станции до отеля была построена миниатюрная трамвайная линия. Линия была открыта 13 июля 1899 года. Длина линии составляла 475 м, ширина колеи линии — 800 мм. Интересной особенностью линии было использование переменного тока (550 В, использовалась двухпольная контактная сеть). Трамвай ходил только летом.
15 февраля 1961 года отель сгорел, таким образом 1960 год стал последним годом работы трамвая. Отель не восстанавливался, следовательно, необходимость в трамвайной линии исчезла. Линия была разобрана, а два работавших на ней вагона были установлены на детской игровой площадке в Цермате.
Вторая жизнь трамвая началась спустя сорок лет. Тогда было решено построить новый отель, соответственно, возникла потребность в восстановлении трамвайной линии. Вагоны, всё это время использовавшиеся для детских игр, были отремонтированы и приведены в рабочее состояние. Восстановление трамваев проводилось в мастерских дороги Gornergratbahn. Линия была заново открыта 15 июня 2001 года.
Восстановленная трамвайная линия несколько отличается от оригинальной. Нынешняя линия длиннее (675,31 м). Кроме того, теперь на линии не используется контактная сеть, трамваи получают энергию от аккумуляторов.

## Описание сети
Линия одноколейная, колея узкая (800 мм). Имеется две остановки. Депо совмещено со станцией заправки аккумуляторов.

## Подвижной состав
Для перевозки пассажиров используется два открытых двухосных трамвая. Трамваи приводятся в действие двигателями постоянного тока (мощность — 10 кВт). Рабочее напряжение — 80 В, ёмкость аккумуляторов — 320 ампер-часов. Трамваи обычно используются в составе двухвагонного поезда.
Масса трамвая (пустого) — 3,3 тонны, длина (по буферам) — 5,3 м, ширина — 1,5 м. Каждый трамвай имеет двенадцать стоячих и десять сидячих мест.
На линии также имеется один служебный грузовой вагон. Максимальная грузоподъёмность вагона — 2,5 тонны, длина по буферам — 5,82 м, размеры грузовой платформы — 1,5×4 м.

## Организация работы
Трамвай работает только в летний период, с середины июня до середины октября. Время работы — с 11 до 16 часов.